# Tom McCarthy (réalisateur)
Pour les articles homonymes, voir Tom McCarthy.
Thomas McCarthy dit Tom McCarthy, né le 7 juin 1966 à New Providence (New Jersey), est un acteur, scénariste, et réalisateur américain. McCarthy a écrit et réalisé les films indépendants The Station Agent et The Visitor, qui a remporté le grand prix du jury du festival de Deauville 2008.
En 2016, son cinquième long métrage Spotlight, racontant l'histoire vraie de la rédaction d'un important article par une équipe d'investigation du Boston Globe, dévoilant un scandale impliquant des prêtres pédophiles couverts par l'Église catholique dans la région de Boston, lui vaut d'obtenir l'Oscar du meilleur scénario original et celui du meilleur film.
Il réalise ensuite Stillwater, sorti en 2021. Lointainement inspiré de l'histoire d'Amanda Knox, le film met en scène Matt Damon tentant de faire innocenter sa fille emprisonnée à Marseille. Le film est présenté au festival de Cannes 2021.

## Filmographie

### Scénariste et réalisateur
- 2003 : The Station Agent
- 2008 : The Visitor
- 2011 : Les Winners (Win Win)
- 2014 : The Cobbler
- 2015 : Spotlight
- 2020 : Timmy Failure : des erreurs ont été commises (Timmy Failure: Mistakes Were Made)
- 2021 : Stillwater

### Scénariste
- 2009 : Là-haut (Up) de Pete Docter, histoire originale avec Bob Peterson et Pete Docter
- 2018 : Jean-Christophe et Winnie (Christopher Robin) de Marc Forster
- 2019 : The Loudest Voice (mini-série télévisée)

### Réalisateur
- 2011 : Game of Thrones (série télévisée) (épisode pilote original non diffusé)
- 2022 : Quotidien de l'Alaska (Alaska Daily) (série télévisée) (saison 1, épisodes 1 et 2)

### Acteur

#### Cinéma
- 1989 : Roast Suckling de David Jacobson (court métrage) : Calmer
- 1992 : Crossing the Bridge de Mike Binder: Chris
- 1993 : Rift d'Edward S. Barkin : barman
- 1997 : Complots (Conspiracy Theory) de Richard Donner : l'observateur d'hélicoptère
- 1999 : 30 Days d'Aaron Harnick : Brad Drazin
- 2000 : Certain Guys de Stephen James : Mitch
- 2000 : Mon beau-père et moi (Meet the Parents) de Jay Roach : le docteur Bob Banks
- 2002 : Le Gourou et les Femmes (The Guru) de Daisy von Scherler Mayer : Lars
- 2004 : The Last Shot de Jeff Nathanson : l'agent Pike
- 2005 : The Great New Wonderful de Danny Leiner : David Burbage
- 2005 : Good Night and Good Luck de George Clooney : Palmer Williams
- 2005 : Syriana de Stephen Gaghan: Fred Franks
- 2006 : Les Fous du Roi (All the King's Men) de Steven Zaillian : l'éditeur
- 2006 : La Situation (The Situation) de Philip Haas : Major Hanks
- 2006 : Beautiful Ohio de Chad Lowe : William Messerman plus âgé
- 2006 : Mémoires de nos pères (Flags of Our Fathers) de Clint Eastwood : James Bradley
- 2007 : Year of the Dog de Mike White : Pier
- 2007 : Michael Clayton de Tony Gilroy : Walter (voix)
- 2008 : Baby Mama de Michael McCullers : rendez-vous de Kate
- 2009 : Mammoth de Lukas Moodysson : Robert "Bob" Sanders
- 2009 : Duplicity de Tony Gilroy : Jeff Bauer
- 2009 : Lovely Bones de Peter Jackson : le principal Caden
- 2009 : 2012 de Roland Emmerich : Gordon Silberman
- 2010 : Mon beau-père et nous (Little Fockers) de Paul Weitz : docteur Bob Banks
- 2010 : Rendez-vous l'été prochain (Jack Goes Boating) de Philip Seymour Hoffman : docteur Bob
- 2010 : Fair Game de Doug Liman : Jeff
- 2015 : Pixels de Chris Columbus : Michael le robot
- 2024 : The Friend de Scott McGehee et David Siegel : Dr. Warren

#### Télévision
- 1996 : Mary & Tim de Glenn Jordan (téléfilm) : Tim Melville
- 1996 : New York Undercover (série télévisée) (saison 2, épisode 17) : Gus Farina
- 1997 : Comme une ombre (In My Sister's Shadow) de Sandor Stern (téléfilm) : Michael Butler
- 1998 : Saint Maybe de Michael Pressman (téléfilm) : Ian Bedloe
- 1998 : Spin City (série télévisée) (saison 2, épisode 21) : Prêtre
- 2000 : D.C. (série télévisée) (saison 1, épisode 2) : Joseph Scott
- 2000 : New York, unité spéciale (série télévisée) (saison 1, épisode 19) : Nick Ganzner
- 2000 : Ally McBeal (série télévisée) (saison 3, épisode 19) : Peter Hanks
- 2000-2001 : Boston Public (série télévisée) (saison 1, 14 épisodes)  : Kevin Riley
- 2001 : The Practice (série télévisée) (saison 5, épisode 14) : Kevin Riley
- 2002 : New York, police judiciaire (Law & Order) (série télévisée) (saison 13, épisode 5) : Donald Housman
- 2003 : New York, police judiciaire (Law & Order) (série télévisée) (saison 14, épisode 1) : Mr. Lambert
- 2008 : New York, police judiciaire (Law & Order) (série télévisée) (saison 18, épisode 2) : John Conlan
- 2008 : Sur écoute (The Wire) (série télévisée) (saison 5) : Scott Templeton
- 2017 : The Tap (série télévisée) (épisode pilote) : Professeur Robinson
- 2020 : Little America (série télévisée) (saison 1, épisode 3) : Professeur Robbins

## Distinctions
Sauf indication contraire, les informations mentionnées dans cette section peuvent être confirmées par la base de données cinématographiques IMDb,  présente dans la section « Liens externes ».
- The Station Agent
  - British Academy Film Awards 2004 : meilleur scénario original
- The Visitor
  - Festival du cinéma américain de Deauville 2008 : Grand Prix
- Spotlight
  - Festival du film de Hollywood 2015 : Hollywood Screenwriter Award
  - Boston Online Film Critics Association Awards 2015 : Meilleur scénario
  - British Academy Film Awards 2016 : meilleur scénario original
  - Oscars du cinéma 2016 :
    - Meilleur film
    - Meilleur scénario original
    - Meilleur réalisateur

  - Golden Globes 2016 : 
    - Meilleur réalisateur